# Coulonvillers
 Coulonvillers  es una población y comuna francesa, en la región de Picardía, departamento de Somme, en el distrito de Abbeville y cantón de Ailly-le-Haut-Clocher.

## Demografía
| 229 | 233 | 202 | 190 | 176 | 226 |
| Para los censos de 1962 a 1999 la población legal corresponde a la población sin duplicidades (Fuente: INSEE [Consultar]) |     |     |     |     |     |